# Lachemilla sibbaldiifolia
Lachemilla sibbaldiifolia är en rosväxtart som beskrevs av Per Axel Rydberg. Lachemilla sibbaldiifolia ingår i släktet Lachemilla och familjen rosväxter. Inga underarter finns listade i Catalogue of Life.